# Fritz Böttger (Schriftsteller)
Fritz Böttger (* 31. Januar 1909 in Leipzig; † 18. Juni 1994 ebenda) war ein deutscher Schriftsteller.

## Leben
Kurt Erich Fritz Böttger war der Sohn des Buchdruckers Ernst Böttger und seiner Frau Martha Böttger, geb. Sowoidnich. Die Familie väterlicherseits war über mehrere Generationen im grafischen Gewerbe in Leipzig tätig. (Schriftgießerei Gebr. Böttger gegr. 1863 in Paunsdorf bei Leipzig).
Nach dem Schulbesuch absolvierte er zunächst eine kaufmännische Lehre im Textilgroßhandel Hermann Samson in Leipzig. Nach kurzer Tätigkeit in dem Beruf studierte er von 1929 bis 1933 an der Leipziger Universität Philosophie, Germanistik und Kunstgeschichte. Es folgte ein einjähriger Studienaufenthalt in Belgien und Frankreich.
Nach mehreren Jahren mit befristeten Anstellungen als Lehrer bekam er im Jahr 1940 eine dauerhafte Anstellung am Gymnasium in Strasburg/Westpr. Im gleichen Jahr heiratete er Elfriede Oehme, die ebenfalls als Lehrerin arbeitete. Im Jahr 1942 wurde der Sohn Till geboren. Es folgten die Einberufung zur Wehrmacht und nach Kriegsende drei Jahre in sowjetischer Kriegsgefangenschaft.
Nach der Rückkehr begann Fritz Böttger sich eine Existenz als freier Schriftsteller aufzubauen. Er war anfangs im Kollektiv für Literaturgeschichte des Verlags Volk & Wissen mit der Veröffentlichung von Materialien für den Literaturunterricht befasst. Erstmals nach dem Zweiten Weltkrieg wurde von Böttger in Zusammenarbeit mit einem Autorenkollektiv mit literarhistorischen Querschnittsdarstellungen eine Neubewertung des literarischen Erbes zur Lehrerausbildung vorgenommen. 1949 wurde der zweite Sohn Jean-Christophe geboren.
In den Folgejahren lag der Schwerpunkt von Böttgers Tätigkeit in der Herausgabe und Erschließung von Literatur und Publizistik des 19. und 20. Jahrhunderts für eine breitere Leserschaft. Dabei ging es ihm um die Pflege des literarischen Erbes, besonders im Hinblick auf Breite und Reichtum des literarischen Schaffens auch weniger bekannter Dichter. Der Prosaform der Novelle galt sein besonderes Interesse.
Im Verlag der Nation in Berlin wurden diese Titel fester Bestandteil des Verlagsprogramms. Eine breite Resonanz der Bände mit Novellen von Theodor Storm veranlassten Böttger, eine Storm-Biografie zu schreiben. Die Beschäftigung mit den politischen Verhältnissen des Vormärz fand in der Biografie des Dichters Christian Dietrich Grabbe ihren Niederschlag. Ein Hauptwerk Böttgers ist die 1974 herausgekommene Biografie über Hermann Hesse, der in dieser Zeit besonders durch die Hippie-Bewegung populär war.
Die Frauenliteratur des 19. Jahrhunderts und die beginnende Frauenemanzipation in der Literatur und im öffentlichen Leben wurden ein weiteres Feld von Böttgers Schaffen und führten zur Herausgabe von verschiedenen Bänden mit Briefen und Selbstdarstellungen bedeutender Frauen-Persönlichkeiten. Das wesentliche Spätwerk dazu ist seine Biografie Bettina von Arnims. In Zusammenarbeit mit dem Verlag wurde der buchkünstlerischen Ausstattung der Editionen besondere Aufmerksamkeit gewidmet. Viele Ausgaben sind in dem Wettbewerb „Die Schönsten Bücher der DDR“ des Börsenvereins der Deutschen Buchhändler zu Leipzig ausgezeichnet worden.
Fritz Böttger hatte besonderes Interesse an zeitgenössischer bildender Kunst. Über den Kunsthändler Heinrich Barchfeld, der seine Galerie in der Universitätstrasse in Leipzig hatte, lernte Böttger die Maler Jorgos Busianis und Otto Th. W. Stein kennen. Er erwarb eine Reihe ihrer Werke und führte eine umfangreiche Korrespondenz mit ihnen bis zu deren Tod. In intensivem Briefwechsel stand Böttger auch in den Jahren 1958 bis 1972 mit dem Publizisten Kurt Hiller. Dieser Briefwechsel ist von besonderem Interesse wegen des sich darin abzeichnenden Gedankenaustausches über die Lebenssituation und politischen Verhältnisse in beiden Teilen Deutschlands unter den Bedingungen des Kalten Kriegs, der Kontrolle und Zensur.

## Werke
- Die Sowjetliteratur. Berlin 1951.
- Literatur des Vormärz. 1830–1848. Berlin 1952.
- Theodor Storm. Fünf Novellen. Berlin 1952.
- Schriftsteller der Gegenwart: Bertolt Brecht, Friedrich Wolf. Hilfsmaterial für den Literaturunterricht. Berlin 1953.
- Ludwig Börne. Wenn man nur selbst nicht zaghaft ist... Kritiken, Essays, Skizzen, Briefe. Berlin 1953.
- Erbe der Romantik. 8 Novellen von Kleist, Brentano, Arnim, E. T. A. Hoffmann, Chamisso, Tieck, Hauff und Eichendorff. Berlin 1955.
- Johann Gottlieb Fichte. Ruf zur Tat. Sein Leben in Briefen und Berichten verbunden mit einer Auswahl aus seinen allgemeinverständlichen Schriften. Berlin 1956.
- Joseph von Eichendorff. O Täler weit, o Höhen … Deutsche Wanderlieder. Berlin 1957.
- Theodor Storm. Novellen der Liebe. Berlin 1958.
- Theodor Storm in seiner Zeit. Berlin 1958.
- Karl Gutzkow. Unter dem schwarzen Bären. Erlebtes 1811–1848. Berlin 1959.
- Karl Gutzkow. Der Sadduzäer von Amsterdam. Berlin 1960.
- Capriccios. 7 komische Erzählungen von Ludwig Tieck, Jean Paul, Bonaventura, E. J. A. Hoffmann, Hauff, Heine und Weerth. Berlin 1960.
- Wilhelm Raabe. Deutsche Scherzos. 6 Erzählungen. Berlin 1962.
- Grabbe: Glanz und Elend eines Dichters. Berlin 1963.
- Malwida von Meysenbug. Aus den Memoiren einer Idealistin. Berlin 1963.
- Johann Wolfgang von Goethe. Novellen. Berlin 1964.
- Joseph von Eichendorff. Wanderlieder. Berlin 1966.
- Karl Immermann. Im Schatten des schwarzen Adlers. Ein Dichter- und Zeitbild in Selbstzeugnissen, Werkproben, Briefen und Berichten. Berlin 1967.
- Bertha von Suttner. Lebenserinnerungen. Berlin 1968.
- E. T. A. Hoffmann. Hoffmanns Erzählungen. Berlin 1969.
- Das Wunderbare. Novellen der deutschen Romantik. Berlin 1972.
- Hermann Hesse. Leben, Werk, Zeit. Berlin 1974.
- Der Zauberbrunnen. Historische Novellen der deutschen Romantik. Berlin 1974.
- Wilhelm Raabe. Die Gänse von Bützow. Novelle. Berlin 1975.
- Kaisermanöver. 20 Erzählungen von der Gründerzeit bis zum Vorabend des 1. Weltkrieges. Berlin 1975.
- E. T. A. Hoffmann. Das Fräulein von Scuderi. Historische Erzählung. Berlin 1976.
- Frauen im Aufbruch. Frauenbriefe aus dem Vormärz und der Revolution von 1848. Berlin 1977.
- Die blaue Blume. Märchennovellen der deutschen Romantik. Berlin 1978.
- E. T. A. Hoffmann. Meister Martin der Küfner und seine Gesellen. Historische Novelle. Berlin 1979.
- Zu neuen Ufern. Frauenbriefe von der Mitte des 19. Jahrhunderts bis zur Novemberrevolution 1918. Berlin 1981.
- Marie von Ebner-Eschenbach. Frauenbilder. 6 Erzählungen. Berlin 1982.
- Wilhelm Hauff. Das Bild des Kaisers. Historische Novelle. Berlin 1982.
- Karl Leberecht Immermann. Der Karneval und die Somnambule. Berlin 1983. Hrsg.
- Clemens Brentano. Das Märchen von Gockel und Hinkel. Berlin 1983.
- Marie von Ebner-Eschenbach. Die Freiherren von Gemperlein. Novelle. Verlag der Nation, Berlin 1983.
- Flügelschlag der Zeiten. Erzählungen zwischen Romantik und Realismus. Berlin 1984.
- E. T. A. Hoffmann. Klein Zaches, genannt Zinnober. Ein Märchen. Verlag der Nation, Berlin 1985.
- Bettina von Arnim. Ein Leben zwischen Tag und Traum. Berlin 1986, ISBN 3-373-00052-1.
- Theodor Storm. Renate. Novelle. Berlin 1988, ISBN 3-373-00244-3.